# Эффионг, Нсунгуси
Нсунгуси Джуниор Эффионг (англ. Nsungusi Junior Effiong; род. 4 ноября 1999) — нигерийский футболист, нападающий узбекистанского клуба «Нефтчи» Фергана.

## Карьера
В начале карьеры играл за ганский клуб «Интер Эллайс». 31 января 2020 года на правах аренды перешёл в датский клуб «ХБ Кёге».
1 августа 2020 года «ХБ Кёге» выкупил нигерийского нападающего у ганского клуба.
3 марта 2023 года был арендован казахстанским клубом «Атырау» до 31 декабря 2023 года. 5 марта 2023 года в матче против клуба «Кайрат» дебютировал в чемпионате Казахстана, выйдя на замену на 78-й минуте вместо Демира Имери.

## Статистика
| Игровая карьера | Игровая карьера  | Игровая карьера | Лига | Лига | Кубок | Кубок | Межд. | Межд. | Др. | Др. |
| --------------- | ---------------- | --------------- | ---- | ---- | ----- | ----- | ----- | ----- | --- | --- |
| 2017/18         | Интер Эллайс     | А               | 7    | 0    | —     | —     | —     | —     | —   | —   |
| 2019/20         | ХБ Кёге          | Б               | 12   | 3    | —     | —     | —     | —     | —   | —   |
| 2020/21         | ХБ Кёге          | Б               | 21   | 1    | 3     | 3     | —     | —     | —   | —   |
| 2021/22         | ХБ Кёге          | Б               | 29   | 9    | 1     | 0     | —     | —     | —   | —   |
| 2022/23         | ХБ Кёге          | Б               | 8    | 1    | 2     | 0     | —     | —     | —   | —   |
| 2023            | Атырау           | А               | 25   | 7    | 6     | 2     | —     | —     | —   | —   |
| 2024            | Нефтчи (Фергана) | А               | 24   | 7    | 4     | 0     | —     | —     | —   | —   |